# Tepe Gaura

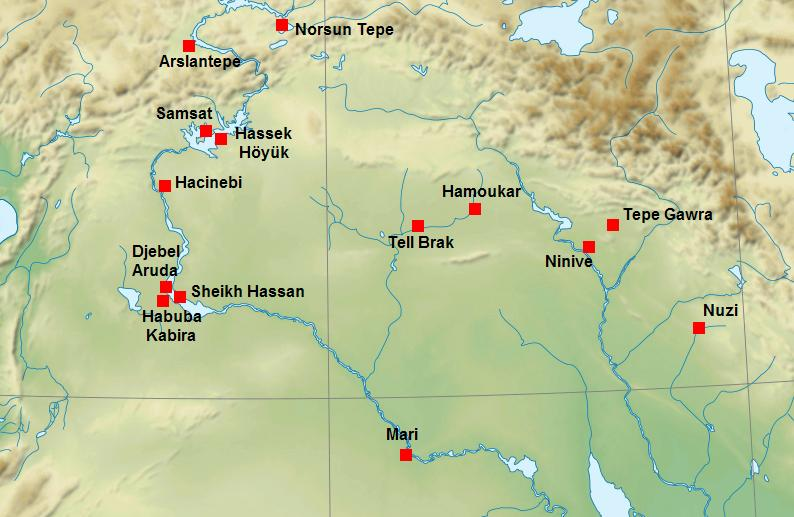
Mapa de los sitios arqueológicos del período Uruk en la Alta Mesopotamia y Anatolia.

Tepe Gaura (o "Gran Montículo") es un antiguo asentamiento de Mesopotamia en el noroeste del actual Irak, cerca de Mosul y del antiguo Nínive, que fue ocupado entre el 5000 y el 1500 a. C.

## Historia arqueológica
Una breve excavación exploratoria fue realizada por Austen Layard antes de 1850. El sitio fue excavado formalmente en 1927, 1931 y 1932 por un total de 8 meses por arqueólogos de la expedición conjunta de la University of Pennsylvania y las American Schools of Oriental Research, dirigidos por Ephraim Avigdor Speiser. Posteriormente, en los años 1970.
Es uno de los sitios más importantes para el conocimiento de la protohistoria de esta región. También dio su nombre al llamado "período de Gaura" (3500–2900 a. C.), en la Alta Mesopotamia.
Las excavaciones en Tepe Gaura han revelado hasta 16 niveles que muestran su ocupación primera aproximadamente en el 5000 a. C. Se han encontrado restos que incluyen el templo más antiguo conocido con pilastras y nichos, lo que da idea del primer estadio de la religión en Mesopotamia.